# District de Saptari
Le district de Saptari (en népalais : सप्तरी जिल्लााा) est l'un des 77 districts du Népal. Il est rattaché à la province de Madhesh. La population du district s'élevait à 630 912 habitants en 2011.

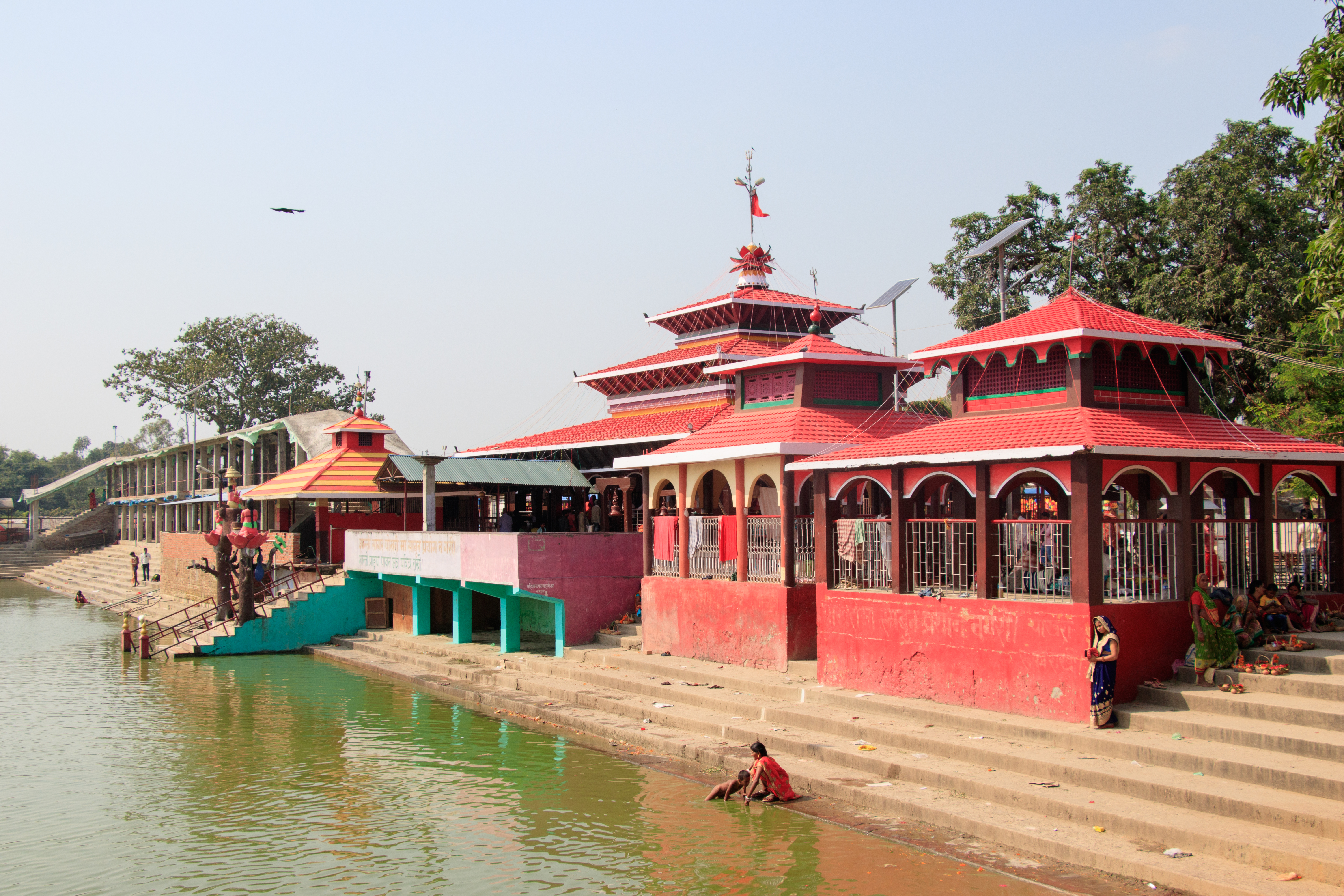
Temple Chinnamasta

## Histoire
Il faisait partie de la zone de Sagarmatha et de la région de développement Est jusqu'à la réorganisation administrative de 2015 où ces entités ont disparu.

## Subdivisions administratives
Le district de Saptari est subdivisé en 18 unités de niveau inférieur, dont 9 municipalités et 9 gaunpalikas ou municipalités rurales.
| #  | Nom                     | Nom en népalais | Type         | Population (2011) | Superficie (km2) |
| -- | ----------------------- | --------------- | ------------ | ----------------- | ---------------- |
| 1  | Rajbiraj                | राजविराज           | municipalité | 69 803            | 55               |
| 2  | Kanchanrup              | कञ्चनरुप          | municipalité | 35 238            | 117,34           |
| 3  | Dakneshwori             | डाक्नेश्वरी          | municipalité | 44 782            | 69,11            |
| 4  | Bodebarsaien            | बोदेबरसाईन         | municipalité | 43 229            | 58,93            |
| 5  | Khadak                  | खडक             | municipalité | 45 367            | 96,77            |
| 6  | Shambhunath             | शम्भुनाथ           | municipalité | 38 018            | 108,71           |
| 7  | Surunga                 | सुरुङ्‍गा             | municipalité | 44 221            | 107,04           |
| 8  | Hanumannagar Kangkalini | हनुमाननगर कङ्‌कालिनीा   | municipalité | 45 734            | 118,19           |
| 9  | Saptakoshi              | सप्तकोशी           | municipalité | 21 131            | 60,25            |
| 10 | Agnisair Krishnasaravan | अग्निसाइर कृष्णासरवन  | gaunpalika   | 27 129            | 103,08           |
| 11 | Chhinnamasta            | छिन्नमस्ता          | gaunpalika   | 28 370            | 38,71            |
| 12 | Mahadeva                | महादेवा            | gaunpalika   | 28 542            | 34,97            |
| 13 | Tirhout                 | तिरहुत            | gaunpalika   | 22 010            | 37,81            |
| 14 | Tilathi Koiladi         | तिलाठी कोईलाडी        | gaunpalika   | 32 389            | 32,91            |
| 15 | Rupani                  | रुपनी             | gaunpalika   | 26 387            | 56,08            |
| 16 | Rajgarh                 | राजगढ            | gaunpalika   | 29 459            | 47,9             |
| 17 | Bishnupur               | बिष्णुपुर           | gaunpalika   | 23 035            | 37               |
| 18 | Balan-Bihul             | बलान-बिहुल         | gaunpalika   | 26 068            | 33,04            |